# Isola Crozier
L'isola Crozier (danese: Crozier Ø) è una delle tre isole del canale Kennedy dello stretto di Nares a ovest della Groenlandia nel comune di Avannaata (le altre sono l'isola Franklin e l'isola Hans, disputata con il Canada). Si sviluppa per una grandezza di circa 2x4 km.
La più meridionale delle tre, si trova di fronte al Lafayette Bugt ed è facilmente identificabile, con le scogliere sudoccidentali che si innalzano di 60m.
Il suo nome deriva dall'ufficiale navale britannico Francis Rawdon Moira Crozier secondo in comando (e comandante dopo la morte di Franklin) della sfortunata spedizione di John Franklin per il Passaggio a Nord Ovest tra 1845 e 1848, e fu così chiamata da Elisha Kent Kane tra 1854 e 1855 durante la sua seconda Spedizione Grinnell.